# Camel Meriem
Camel Meriem (arabul: كامل مريم) (Montbéliard, 1979. október 18. –) algériai származású francia labdarúgó, jelenleg a görög PAE ASZ Árisz Theszaloníkisz középpályása.

## Klubpályafutása
Meriem a Sochaux csapatánál kezdte labdarúgó-pályafutását, a csapatban 82 mérkőzésen vett részt, öt év alatt nyolc gólt szerzett. A 2001–2002 szezon végén a Bordeaux-hoz szerződött. A Bordeaux-nál három szezont töltött, és 83 mérkőzésen 10 gólt szerzett. A 2003–2004-es szezonra a Marseille-hez adták kölcsön, a Marseille csapatával részt vett az UEFA-kupa 2004-es döntőjében. A 2003–2004-es szezon végén visszatért a Bordeaux-hoz, majd 2005 augusztusában a Monacóhoz igazolt. Az itt töltött négy szezon után 2009 nyarán elengedte a csapat. Miután szerződése megszűnt, 2009. október 14-én a Bolton Wanderers FC klubhoz került próbajátékra. 2009. október 26-án bejelentették, hogy Meriem a Blackburnnel edz, és tárgyalásokat folytat Sam Allardyce-szel a Blackburn Rovers menedzserével, hogy a 2009–2010-es Premier League szezon végéig a klubhoz igazol. Később egy második próbára is visszatért a Rovershez, de ez a próba idő előtt végetért, miután Meriem térdsérülést szenvedett. A 2009–2010-es szezon után harmadszor is próbálkozott a Blackburnnél. Végül 2010. február 5-én az Aris Saloniki klubbal kötött másfél éves szerződést.

## Válogatott pályafutása
Első válogatott mérkőzését a francia válogatottban 2004. november 17-én játszotta Lengyelország ellen. A mérkőzés végeredménye 0-0 volt.
2004. november 17-én mutatkozott be a francia labdarúgó-válogatottban, eddig három mérkőzésen lépett pályára.

## Magánélete
Testvére, Samir Meriem az FC Tournai középpályása.

## Klubjai
- 1998–2002:  FC Sochaux-Montbéliard (89 mérkőzés, 9 gól)
- 2002–2003:  FC Girondins de Bordeaux (55 mérkőzés, 2 gól)
- 2003–2004:  Olympique de Marseille (45 mérkőzés, 4 gól)
- 2004–2005:  FC Girondins de Bordeaux (32 mérkőzés, 6 gól)
- 2005-2009 :  AS Monaco FC (42 mérkőzés, 4 gól)
- 2010- :  Aris Thessaloniki FC

## Sikerei, díjai
- FC Sochaux-Montbéliard
  - Ligue 2 bajnok (2001)
- FC Girondins de Bordeaux
  - Coupe de la Ligue kupagyőztes (2002)